# Musca inferior
Musca inferior är en tvåvingeart som beskrevs av Stein 1909. Musca inferior ingår i släktet Musca och familjen husflugor. Inga underarter finns listade i Catalogue of Life.